# Troels Lund Poulsen
Troels Lund Poulsen (Vejle, 30 maart 1976) is een Deens politicus en sinds 2023 de leider van de liberale partij Venstre. Hij zetelt sinds 2001 in het Folketing en heeft diverse ministerschappen bekleed binnen de Deense regering; zo was hij onder meer minister van Milieu (2007–2010), Onderwijs (2011), Arbeid (2016–2019) en Economische Zaken (2022–2023). Sinds 2023 is hij minister van Defensie en vicepremier in het kabinet-Frederiksen II.

## Biografie
Troels Lund Poulsen werd geboren in Vejle en groeide op in het nabijgelegen Lindved. Hij volgde onderwijs aan het gymnasium in Tørring, waarna hij tussen 1996 en 2001 geschiedenis studeerde aan de Universiteit van Kopenhagen. Tijdens zijn studiejaren was hij werkzaam als perscoördinator bij Ørestadsselskabet, een firma die destijds de metro van Kopenhagen ontwikkelde. Tevens was hij tussen 1997 en 1999 voorzitter van Venstres Ungdom, de jongerenorganisatie van de liberale partij Venstre waarbij hij zich in 1992 had aangesloten.
Bij de Deense parlementsverkiezingen van 2001 werd Poulsen voor het eerst verkozen in het Folketing. Binnen de fractie van Venstre fungeerde hij aanvankelijk als woordvoerder voor Buitenlandse Zaken. Als parlementslid werd hij sindsdien telkens herkozen.

### Eerste ministerschappen (2007–2011)
Na de verkiezingen van 2007 werd Poulsen benoemd tot minister van Milieu in de Deense regering, meer bepaald in het derde kabinet van toenmalig premier Anders Fogh Rasmussen. Deze ministerspost behield hij aanvankelijk ook toen Lars Løkke Rasmussen het premierschap in april 2009 overnam. Als minister van Milieu tekende Poulsen onder meer een controversieel besluit om hexachloorbenzeen bevattend afval uit Australië te importeren en dit in Denemarken te laten vernietigen.
In februari 2010 werd binnen het kabinet-L.L. Rasmussen I een kabinetsherschikking doorgevoerd, waarbij Poulsen minister voor Fiscale Zaken werd. Vervolgens wisselde hij in maart 2011 opnieuw van ministerie om de voortijdig afgetreden Tina Nedergaard op te volgen als minister van Onderwijs. Toen Venstre na de verkiezingen van 2011 de macht kwijtraakte aan de sociaaldemocraten, kwam Poulsens ministerschap ten einde. In het Folketing werd hij vervolgens partijwoordvoerder op het gebied van Defensie.
Poulsen kwam eind 2011 in opspraak in een zaak waar hij als minister van Fiscale Zaken bij betrokken was geweest. Het betrof een onderzoek rond de vermeende belastingontduiking van de sociaaldemocratische partijleider Helle Thorning-Schmidt en haar echtgenoot Stephen Kinnock. De Deense belastingdienst had hen in september 2010 weliswaar vrijgesproken, maar later werd onthuld dat vanuit het ministerie van Poulsen geprobeerd was om de uitkomst van dit onderzoek negatief te beïnvloeden. Poulsens spindoctor, Peter Arnfeldt, bleek bovendien tijdens de verkiezingscampagne in 2011 vertrouwelijke informatie te hebben gelekt in een poging om Thorning-Schmidt en Kinnock in diskrediet te brengen. Een onderzoek werd ingesteld om te bepalen of er sprake was geweest van machtsmisbruik en Poulsen gaf zijn parlementszetel daarom tijdelijk op. Het schandaal werd breed uitgemeten in de Deense media. Uiteindelijk werden de aanklachten tegen Poulsen en zijn voormalige kabinetschef Peter Loft ingetrokken.

### Kabinetten-Rasmussen (2015–2019)
Na vier jaar oppositievoeren kwam Venstre in 2015, ondanks een forse verkiezingsnederlaag, terug aan de macht. Poulsen werd in het kabinet-L.L. Rasmussen II opnieuw minister, deze keer van Industrie en Handel. Deze functie bekleedde hij bijna anderhalf jaar. Aansluitend was hij minister van Arbeid in het derde kabinet van Lars Løkke Rasmussen, dat tussen november 2016 en juni 2019 regeerde.
Toen Venstre na de Deense verkiezingen van 2019 weer in de oppositiebanken belandde, bleef Poulsen parlementslid en diende hij namens zijn partijfractie als woordvoerder voor Financiën.

### Kabinet-Frederiksen (sinds 2022)
Na de vervroegde verkiezingen in 2022 werd Poulsen benoemd tot minister van Economische Zaken in het tweede kabinet van premier Mette Frederiksen. Tussen februari en augustus 2023 nam hij tevens het ministerschap van Defensie waar voor de tijdelijk afwezige minister Jakob Ellemann-Jensen. Kort nadat Ellemann-Jensen terugkeerde, werd een ruil van ministersposten overeengekomen: Poulsen werd definitief minister van Defensie en Ellemann-Jensen minister van Economische Zaken. Twee maanden later kondigde Ellemann-Jensen, die naast minister ook vicepremier en partijleider van Venstre was, zijn vertrek uit de politiek aan. Poulsen volgde hem op als vicepremier van Denemarken en nam ook de portefeuille Economische Zaken voorlopig weer op zich. In november 2023 werd Poulsen bovendien verkozen tot de nieuwe partijleider van Venstre.
Als minister van Defensie voert Poulsen een streng beleid. Na jarenlange besparingen op de Deense defensie wordt hier onder zijn bestuur juist fors in geïnvesteerd. In 2024 werd besloten er over een periode van tien jaar ruim 25 miljard euro voor uit te trekken. In verband met de Amerikaanse claim op Groenland werd in januari 2025 twee miljard euro beschikbaar gesteld voor een versterkte aanwezigheid van het Deense leger in de Noord-Atlantische regio.

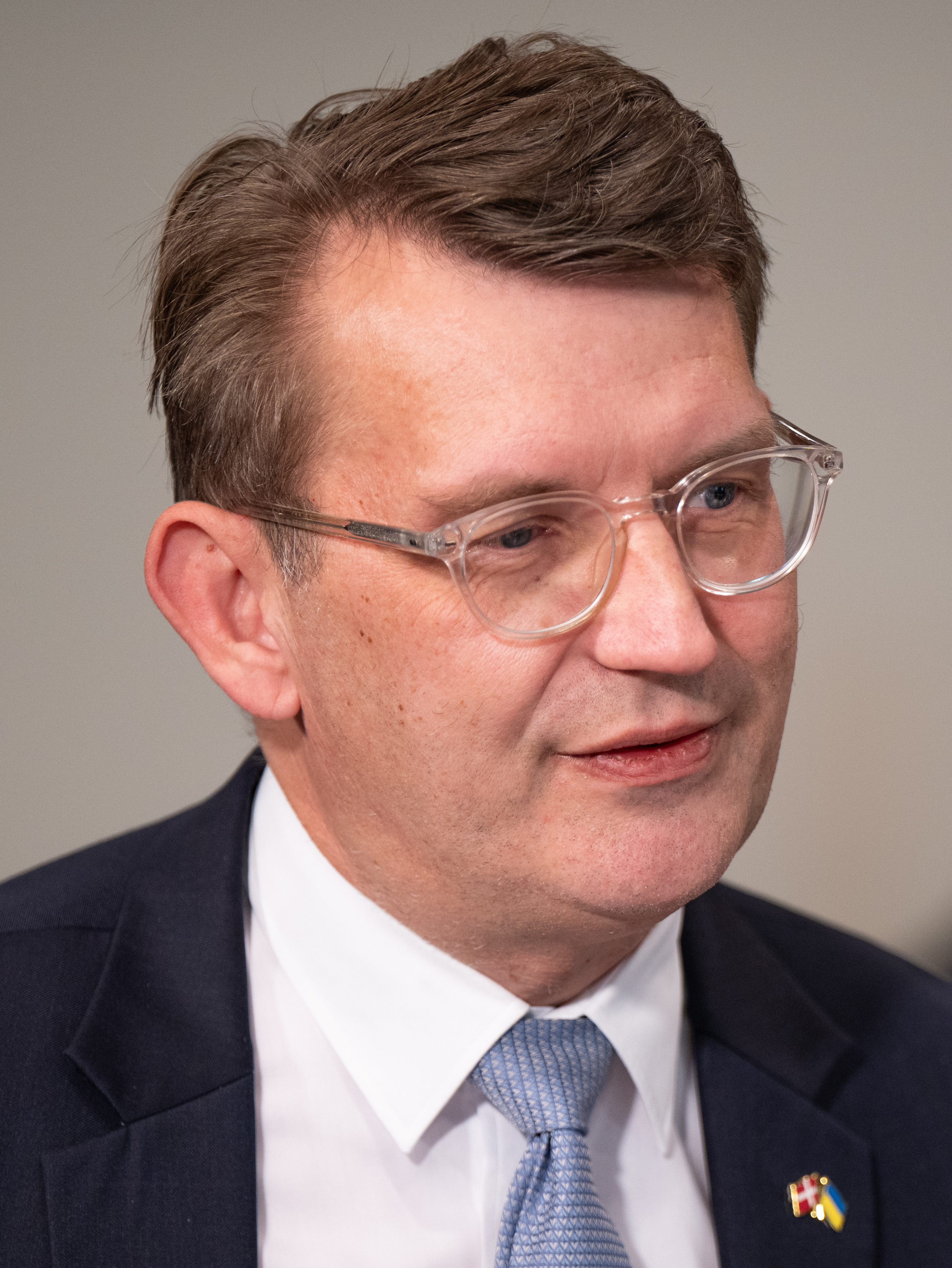
Troels Lund Poulsen in 2024.

Onder Poulsen geldt Denemarken als een van de trouwste bondgenoten van Oekraïne in de Russisch-Oekraïense Oorlog. Het land schonk de Oekraïners al haar artillerievoorraden en leverde tevens F-16's, met de toestemming deze ook te gebruiken voor aanvallen op Russisch grondgebied. In februari 2024 waarschuwde Poulsen dat Rusland binnen drie tot vijf jaar in staat kan zijn een NAVO-land aan te vallen.

### Persoonlijk
Troels Lund Poulsen is getrouwd met de juriste Anne Nørgaard Simonsen, die hij leerde kennen als secretaresse op het ministerie van Fiscale Zaken. In 2018 kregen ze een dochter.